# U-Bahnhof Sündersbühl
Der U-Bahnhof Sündersbühl (Abkürzung: SB) ist der 42. U-Bahnhof der Nürnberger U-Bahn und wurde am 14. Juni 2008 eröffnet. Er wird von der Linie U3 bedient und ist 607 m vom U-Bahnhof Gustav-Adolf-Straße und 929 m vom U-Bahnhof Rothenburger Straße entfernt. In früheren Planungen sollte der Bahnhof Bertha-von-Suttner-Straße heißen. Der U-Bahnhof ist nach dem 1898 eingemeindeten Nürnberger Stadtteil Sündersbühl benannt, in dem er liegt. Täglich wird er von rund 7.800 Fahrgästen genutzt (Mo–Fr, 2019). Die Bahnhöfe Sündersbühl und Gustav-Adolf-Straße waren die ersten beiden „neuen“ Bahnhöfe der neuen Linie U3 im Südwesten bei deren Eröffnung. Gleichzeitig ging am nördlichen Ende der Linie der Bahnhof Maxfeld in Betrieb, sodass die U3 mit drei „eigenen“ und sechs mit der U2 geteilten Bahnhöfen ihren Betrieb aufnahm.

## Lage

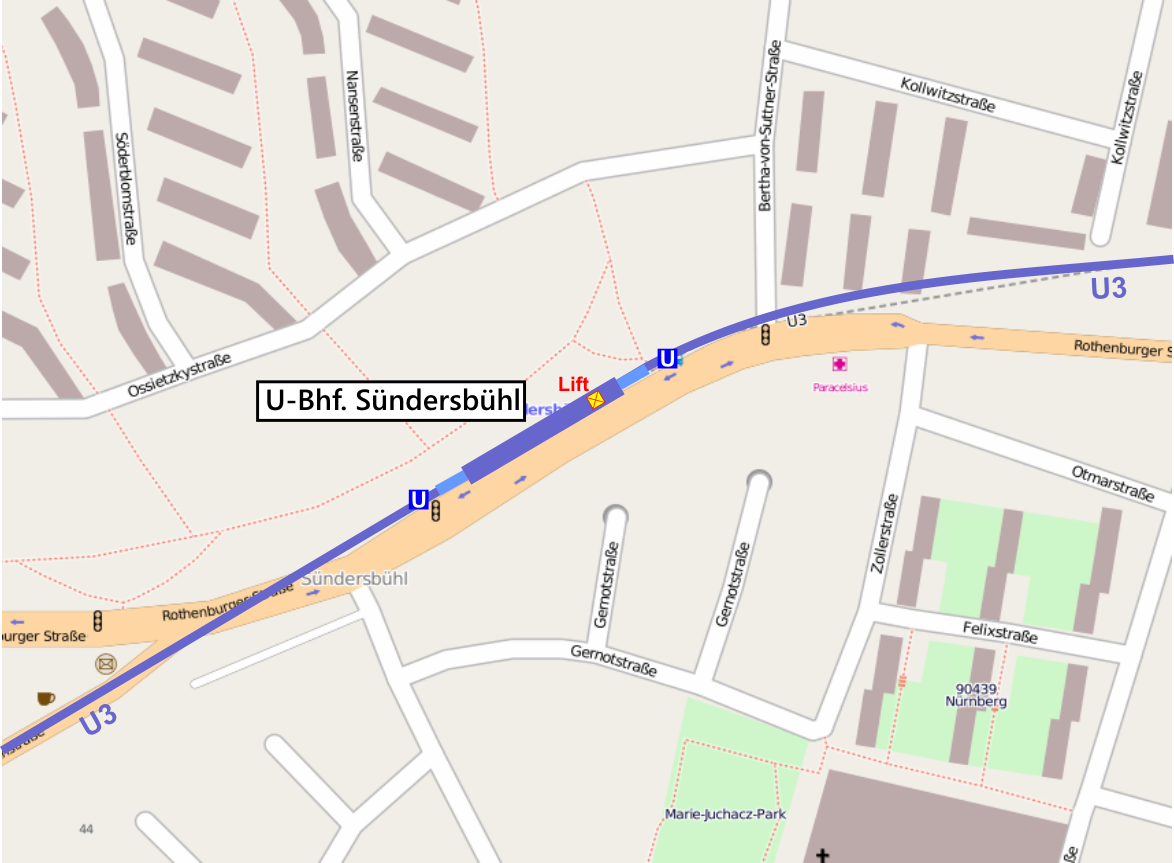
Lageplan U-Bhf. Sündersbühl

Der Bahnhof befindet sich im Nürnberger Stadtteil Sündersbühl und liegt unterirdisch in Nordost-Südwest-Ausrichtung unter der Rothenburger Straße zwischen Bertha-von-Suttner- und Blücherstraße. Die Ausgänge an beiden Bahnsteigköpfen führen direkt zur Straßenoberfläche. An der Bertha-von-Suttner-Straße befindet sich auch ein Aufgang mit einem Aufzug.

## Bauwerk und Architektur
Das Bahnhofsbauwerk ist 222 m lang, 15 m breit und 7,6 m tief (einfache Tiefenlage). Die Bauarbeiten für den Bahnhof begannen 2003 und wurden in offener Bauweise mit Berliner Verbau ausgeführt.
Die architektonische Gestaltung wurde dem Architekturbüro hannewald+strobl übertragen, die das Konzept eines „offenen Lichtraumes“ verwirklichten. Die Bahnsteigdecke ist vom Aufzugschacht und von sieben Oberlichtern durchbrochen. Die Wandflächen der Oberlichter sind rot, pink, orange, gelb, orange, pink und rot gestrichen und neigen sich von der Bahnsteigmitte zu den Ausgängen hin in einem steiler werdenden Winkel. An den Bahnsteigwänden befinden sich im Abstand der Oberlichter mit LEDs hinterleuchtete Farbpanele, die in einem vorgegebenen Rhythmus ihre Farbe wechseln.

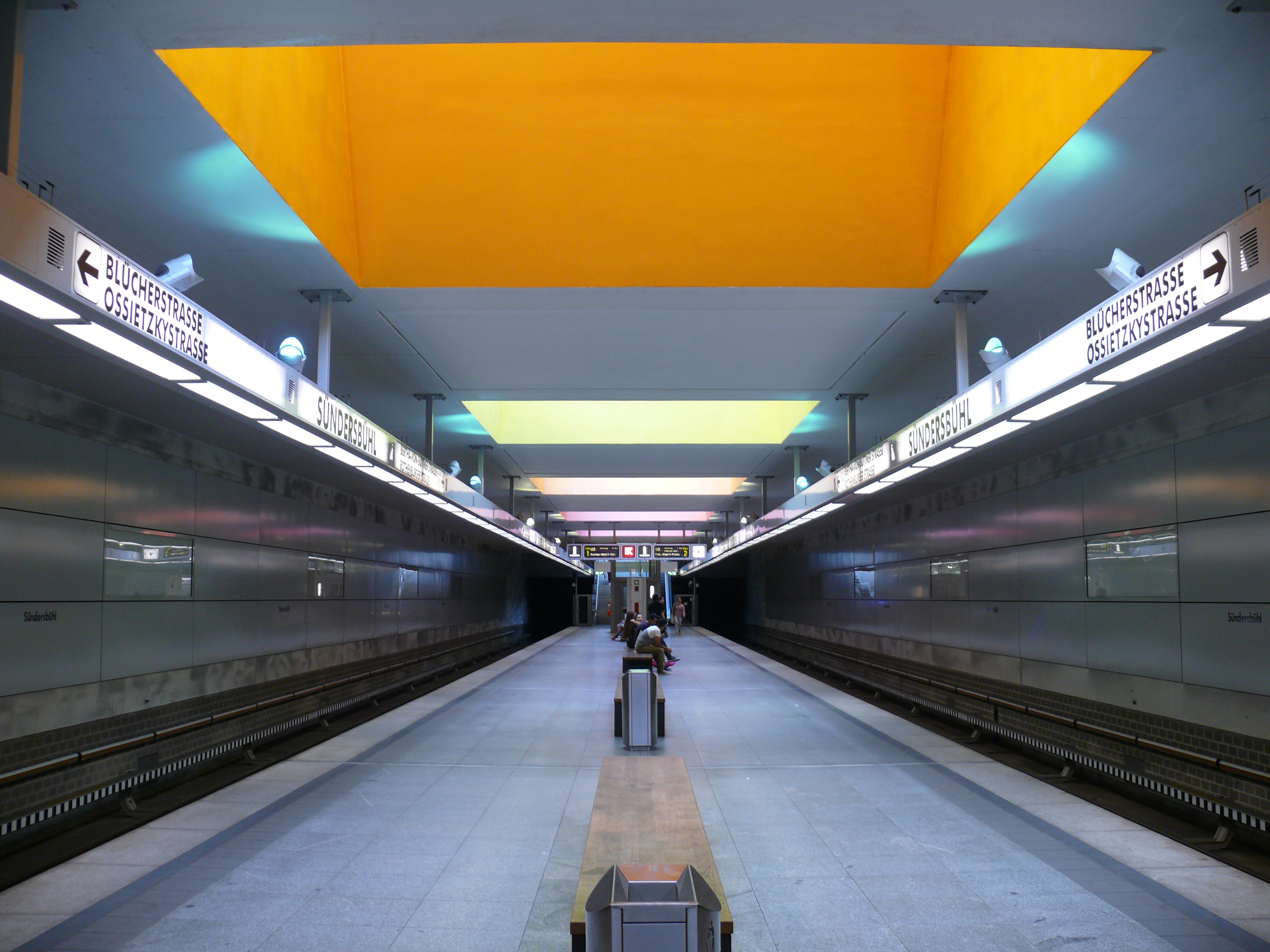
Bahnsteigebene nach einem Farbwechsel
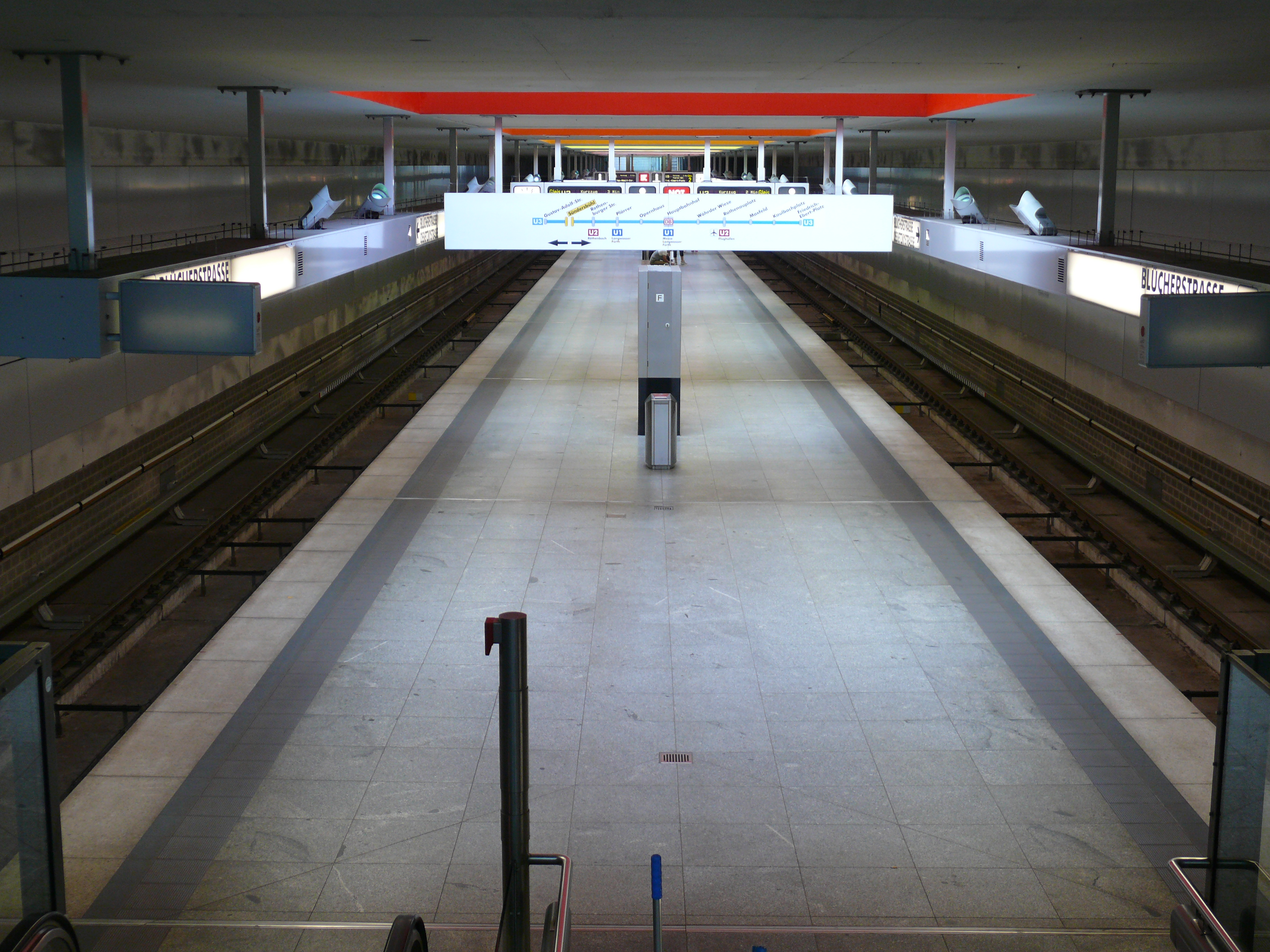
Überblick Bahnsteigebene
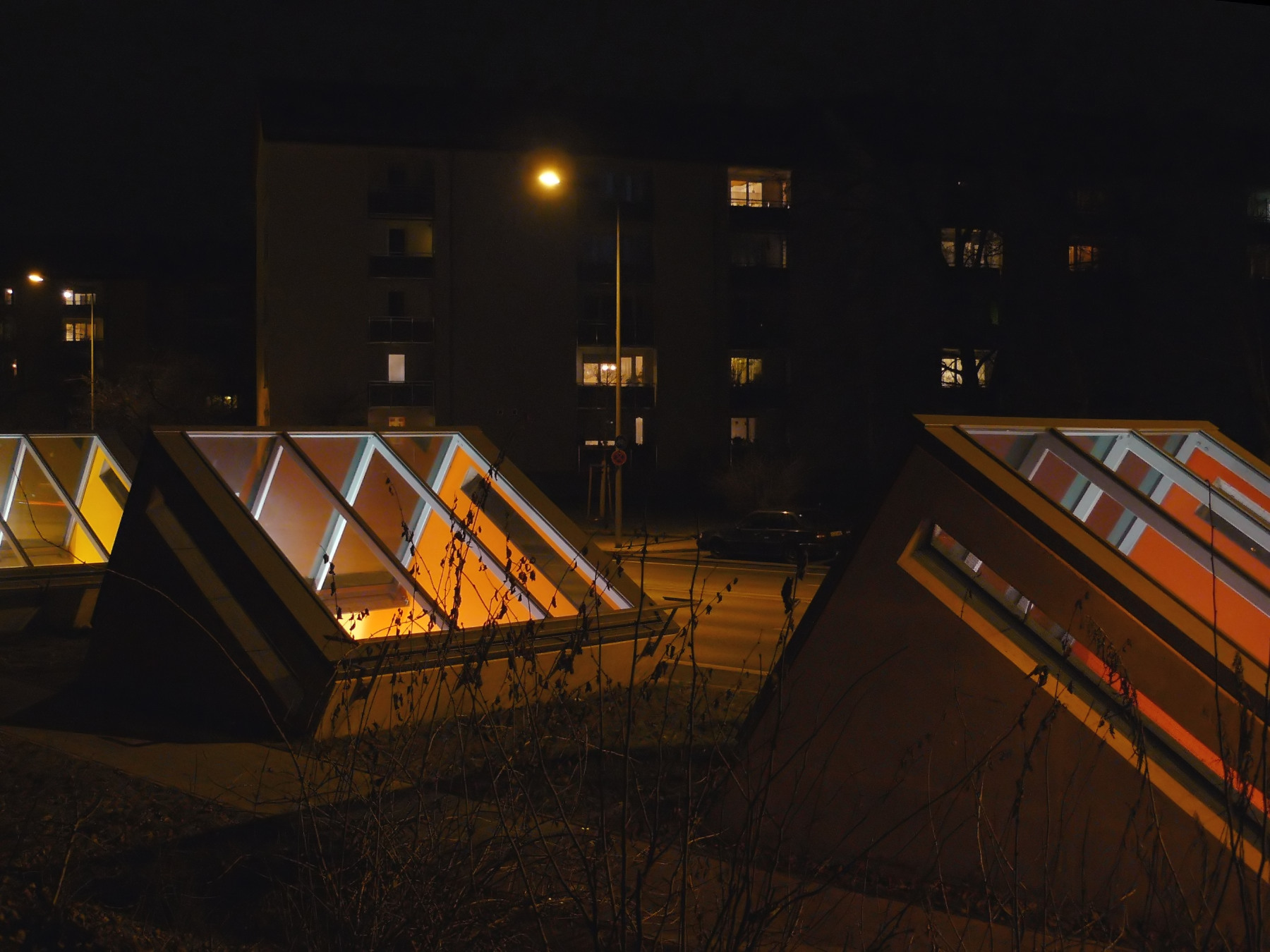
Drei Lichtschächte am westlichen Ausgang bei Nacht
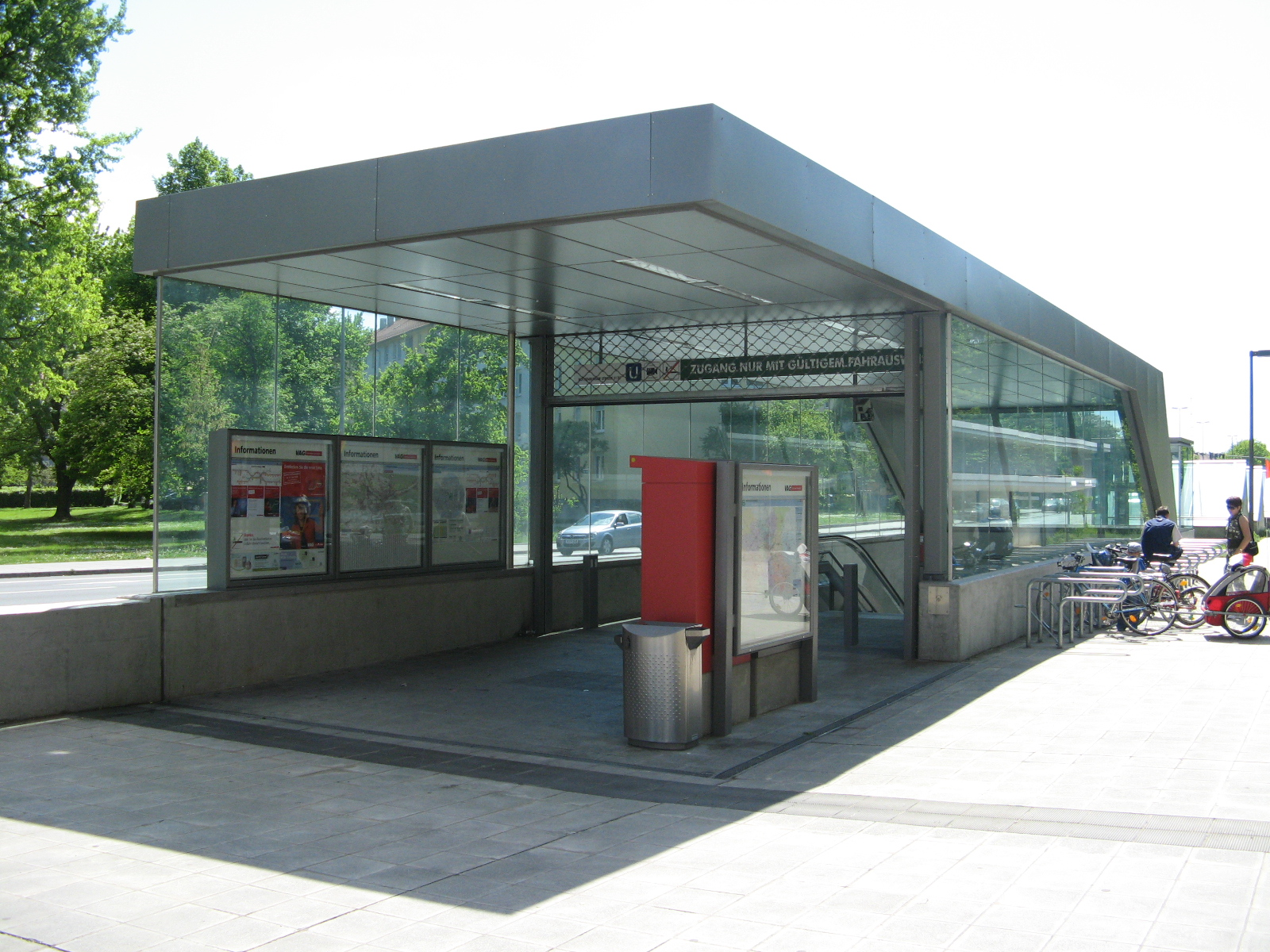
Abgang an der Bertha-von-Suttner Straße
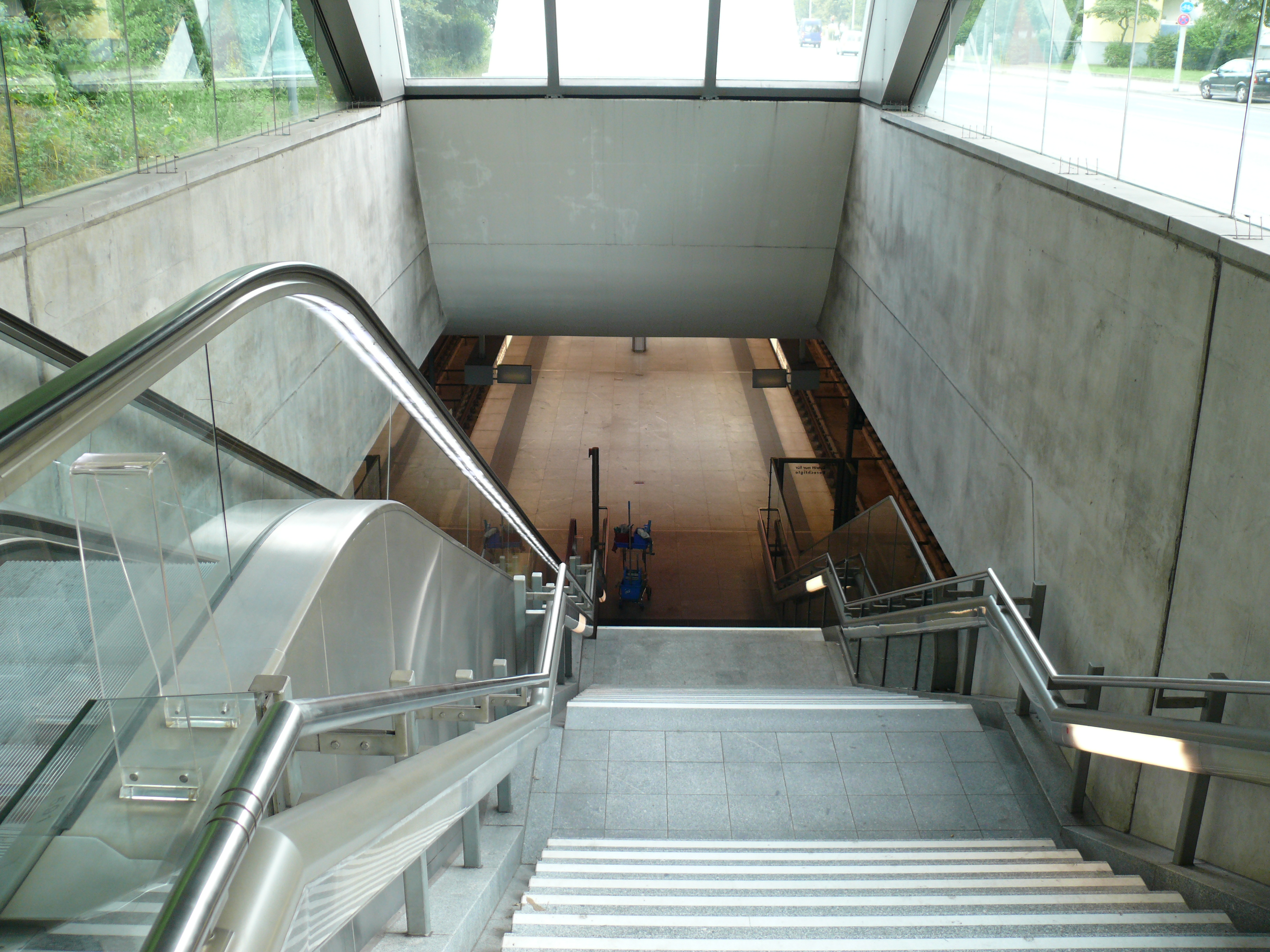
Blick auf die Bahnsteigebene von der Oberfläche

## Linien
Der Bahnhof wird von der Linie U3 bedient. An der Oberfläche befindet sich eine Haltestelle der Nachtbuslinie N8.
| Linie | Verlauf | Takt                                             |
| ----- | --- | ------------------------------------------------ |
| U3    | Großreuth bei Schweinau – Gustav-Adolf-Straße – Sündersbühl – Rothenburger Straße – Plärrer – Opernhaus – Hauptbahnhof – Wöhrder Wiese – Rathenauplatz – Maxfeld – Kaulbachplatz – Friedrich-Ebert-Platz – Klinikum Nord – Nordwestring Stand: Fahrplanwechsel Dezember 2023 | 5 min 3–4 min (zur HVZ) 10 min (sonn-/feiertags) |